# خریت بن راشد
خِرّیت بن راشد ناجی ملقب به نامهایی چون حارث بن راشد، حریث بن اسد یکی از صحابیون محمد است که بعدها به خوارج پیوست.

## نسب
قبیله بنی ناجیه خود را از فرزندان سامة بن لُؤَیّبن می‌دانستند اما تاریخ نگارانی مانند مسعودی این مطلب را رد می‌کنند.

## از اسلام آوردن تا دوران خلافت عثمان
خرّیت به اتفاق گروهی از بنی سامه در بین مکه و مدینه با محمد ملاقات نمود و اسلام آورد. وی در جنگهای رِدّه در زمان خلافت ابوبکر نیز شرکت داشت و در جنگ علیه حاکم عمان لقیط بن مالک ازدی، رهبری بنی ناجیه را برعهده داشت که با پیروزی مسلمانان به پایان رسید. خرّیت در زمان خلافت عثمان نیز از طرف ابن عامر، والی منطقه‌ای در فارس بود.

## دوران خلافت علی
خریت در جنگ جمل در سپاه طلحه و زبیر بود. حتی پس از جنگ جمل و پیروزی علی نیز قبیله بنی ناجیه تغییر موضع نداند و قصد جنگیدن با علی را داشتند. البته در منابع دقیقاً به موضع خریت در این برهه اشاره نشده‌است.
پس از جنگ صفین خریت به همراه ۳۰ یا ۳۰۰ تن (عدد مورد اختلاف است) به نزد علی رفته و اعلام کرد که قصد جدا شدن از وی را دارد. علی به خریت بیعتش را متذکر شد و او را از این کار بازداشت. اما خریت به همراه ۳۰۰ نفر به دین مسیحیت گروید و همان شب از علی جدا گردید و علیه علی شورش نمود. علی در پاسخ، زیاد بن خَصَفه را برای تعقیب و سرکوبش فرستاد. خریت و یارانش در ادامه مسیرشان به روستای نِفَّر در اطراف کوفه رفته و والی آنجا به نام زادان بن فرح را کشند.
زیاد بین واسط و بصره در جایی به نام مذّار با خریت وارد جنگ گردید و موفق شد وی را شکست دهد. دویست تن که به تازگی از کوفه به سپاه خریت ملحق شده بودند و به همراه خریت به اهواز گریختند.
خطر خریت برای علی به مرور جدی‌تر گردید. گروهی از بنی ناجیه شورش کردند و علی برای سرکوب خریت این بار معقل بن قیس ریاحی را فرستاد که توانست خریت را شکست دهد. اما خریت به نزد قبیله عبدالقیس گریخت و در آنجا پناه گرفت و آنها را علیه علی شوراند. معقل موفق شد با امان دادن به سپاه خریت، گروه زیادی از آنان را به نزد خود بکشاند. خریت سرانجام توسط نعمان بن صهبان در همان جنگ کشته شد.

### وقایع بعد از کشته شدن خریت
بعد از کشته شدن خریت، معقل بن قیس ریاحی، افراد سپاه خریت را به اسیری گرفت. گروهی از افراد، مسلمان بودند که با قید ضمانت آزاد شده و به مسیحیان سپاه خریت، اسلام را عرضه کرد تا مسلمان شوند که تمامی آنها به غیر از یک نفر پذیرفتند و آزاد شدند، به غیر از آن فرد که گردن زده شد. اما مسیحیان بنی ناجیه که ۵۰۰ تن بودند و حاضر نشدند مسلمان شوند، آزاد نشدند. مصقله بن هبیره والی اردشیر خره فارس آنها را دید و مسیحیان به وی التماس کردند که آنها را بخرد و آزاد کند. مصقله که احساس ترحم نسبت به اسیران کرده بود به معقل پیغام فرستاد که حاضر است اسیران را از وی بخرد. معقل بر طبق طبری به ۲۰۰ هزار و بنا به روایت مسعودی به ۳۰۰ هزار درهم آنان را به مصقله فروخت و به مصقله گفت که پول را به نزد خلیفه (علی) بفرستد. مصقله تنها بخشی از پول را فرستاد و بدون اینکه از اسیران بخواهد که در تأمین بقیه پول برای آزاد شدن با وی همکاری بکنند، آنان را آزاد کرد. علی از وی بقیه پول را مطالبه کرد و مصقله با توجه به سر سختی علی و در طرف دیگر رویکرد بخشش گر معاویه در این امور، به سمت معاویه پناهنده شد و بعدها عهده دار مسئولیتهای مختلفی از سوی وی شد.